# Nau tripulada de nova generació
La nau tripulada de nova generació (新一代 载人 飞船, nom provisional) és un nou tipus de nau espacial tripulada xinesa d'espai profund que es troba en les seves últimes etapes de desenvolupament a Març 2020. Creada per l'Acadèmia Xinesa de Tecnologia espacial (CAST) per reemplaçar a l'anterior Shenzhou, serà capaç de portar sis tripulants a l'espai, o tres tripulants i 500 kg de càrrega. La seva massa total inicial és de 21,6 tones, encara que variarà depenent de la missió.
Ha estat ideada tant per donar servei a la nova gran estació espacial modular xinesa com per realitzar exploracions a la Lluna i altres llocs. El prototip de la nau espacial es va sotmetre al seu primer vol de prova sense tripulació el 5 de maig de 2020. S'espera que tingui capacitat de vol amb tripulació al voltant del 2025-2026.